# 宅口興太宮
宅口興太宮是臺灣臺南市學甲區的一間廟宇，主祀為中壇元帥（當地庄民則稱太子爺），陪祀則是虎爺將軍，是舊時學甲十三庄學甲下社庄頭中的宅口聚落角頭廟。也因是屬整個學甲47角頭，故而在學甲慈濟宮上白礁謁祖與學甲刈香的兩大活種中，也是基本參與廟宇之一，其在學甲慈濟宮代表的選區為學甲下角選區。
廟宇位置與行政區，在日本佔據臺灣時期，曾經與東竹圍和為學甲七保，惟臺灣光復之後東竹圍又再行分出。另，在原先學甲在鎮級城鎮時屬於百福里轄區，惟於2006年時學甲鎮進行一次行政區域調整，將慈生里與百福里合併為慈福里。之後在2010年12月25日起臺南縣市合一，原來鎮改成區級單位，並再度實施里鄰調整，惟此次調整未再更動，故目前興太宮仍位於學甲區慈福里境內。

## 建廟沿革
興太宮奉祀中壇元帥（太子爺）有相當久遠時間的歷史，最遠時日可追溯自乾隆年間（1736－1796年），當時既有李氏家族先祖，來臺前便自大陸祖籍地泉州府同安縣十七都山邊鄉唐北社，恭迎中壇元帥（太子爺）金身渡海來臺並駐駕於宅口角，從來臺至今己有二百餘年。
只是初始供俸時礙於各項生活環境因素，當時並無建廟予以奉祀神尊，僅僅是將元帥的金身輪流供奉於當科（年）的爐主家中，此情形一直延續到1974年初，當年由李氏族中耆老倡議建廟，並且又到族人們的一致認同，於是同年臘月開始動土興建廟宇，且於次年（1975年）落成並立廟名為興太宮，同時於十二月九日進行入火安座儀式。

## 軼事
相較於其他一般聚落宮（公）廟的興建，宅口興太宮的情形較為其他廟宇迥異，原因是在宮廟的籌建委員全由李氏家族來擔任，這種內部運作情形猶如是一座「家族」廟形式，同時在庄廟也是甚少見到的。此外，以鐵牛車拖行的-「五虎平西」藝閣，是一個相當具有特色的陣頭，在學甲上白礁暨刈香科儀中，也曾獲得信眾喜愛的十大陣頭之一。
興太宮及宅口的建庄與李氏先祖5兄弟有一段傳說故事，興太宮是清乾隆年間由李氏先祖迎請自大陸福建。而宅口建庄則緣起於大廟慈濟宮酬神戲，起因為宅口的李陣等五兄弟強行要求廟公開演大戲，歷經一段與苓仔寮庄民紛爭之後，在宅口當地人勸說下，就定居下來保護當地居民，並且李家兄弟亦開出條件不必輪值慈濟宮的爐主頭家。
李賜端是學甲當地知名的書法家，其為宅口角李的後代，而李是的墨寶也出現在學甲以及鄰近城鎮的一些宮廟之內，宅口興太宮、下社仔白礁宮、山寮東明宮、南鯤鯓後殿、佳里六安宮等廟宇都能看到李氏撰碑墨寶，在興太宮廟內的作品則於兩面牆壁上。此外，興太宮的門神也是廟宇彩繪藝術名師潘岳雄所繪。

## 圖集

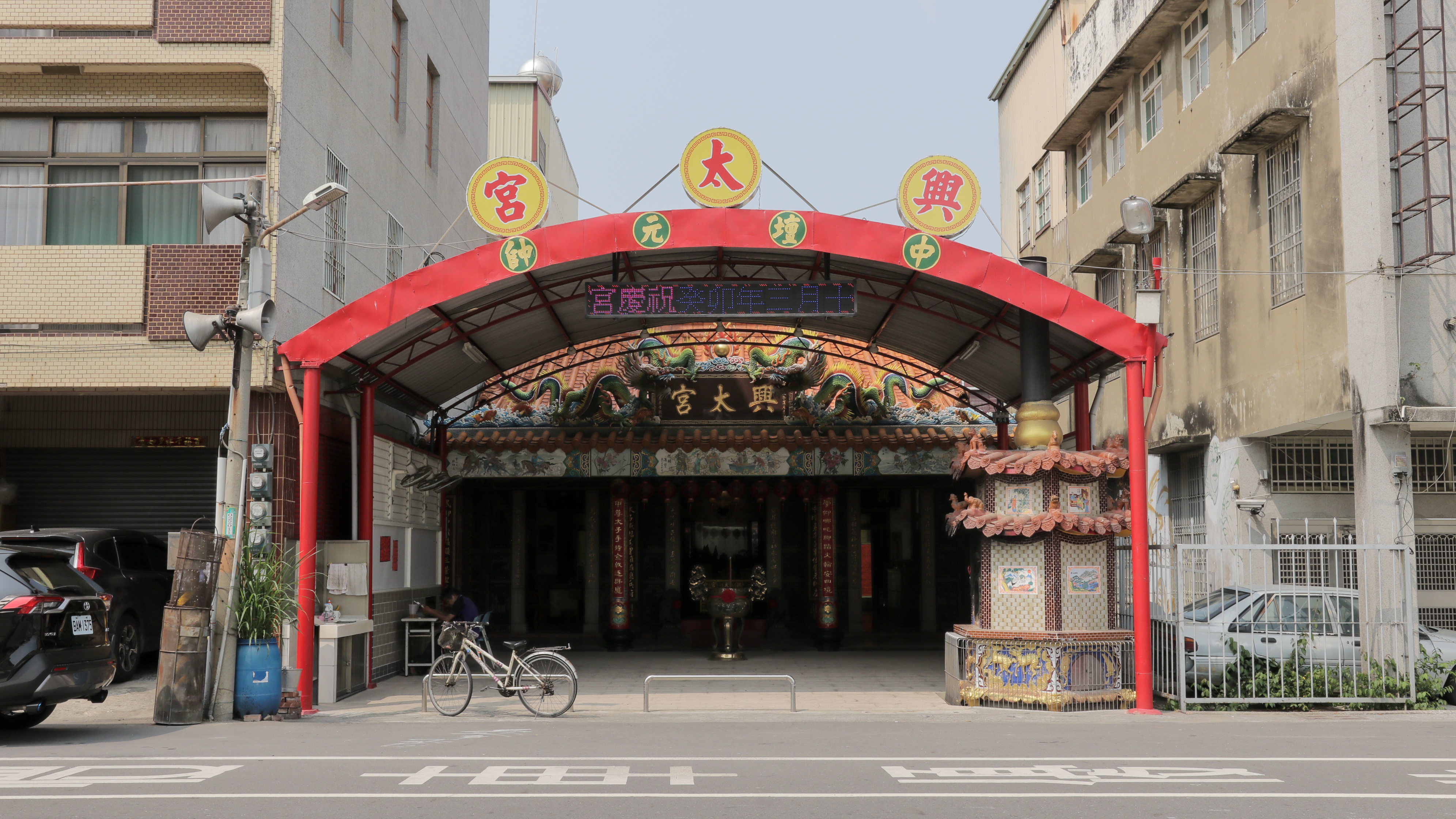
正面
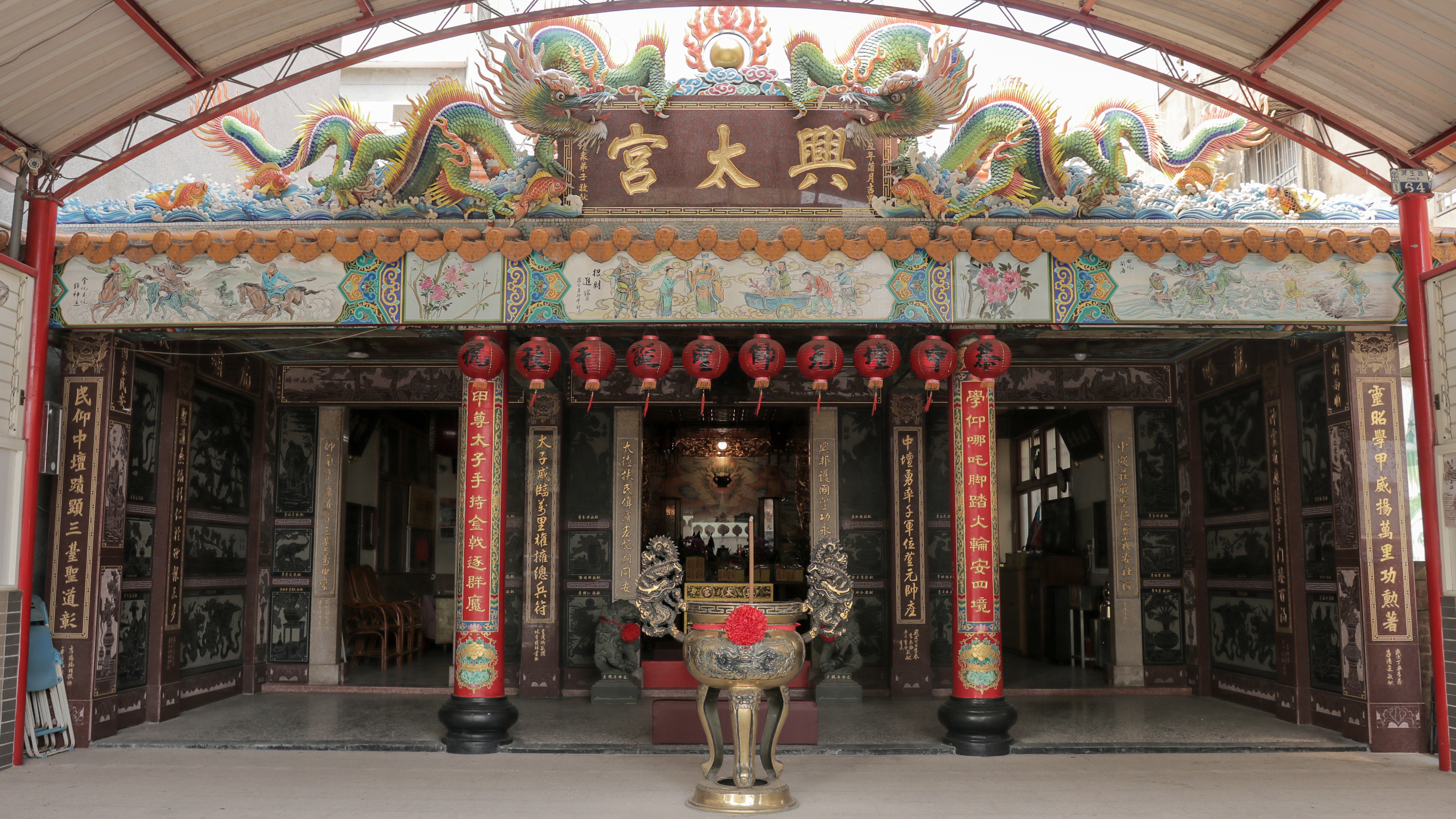
正門
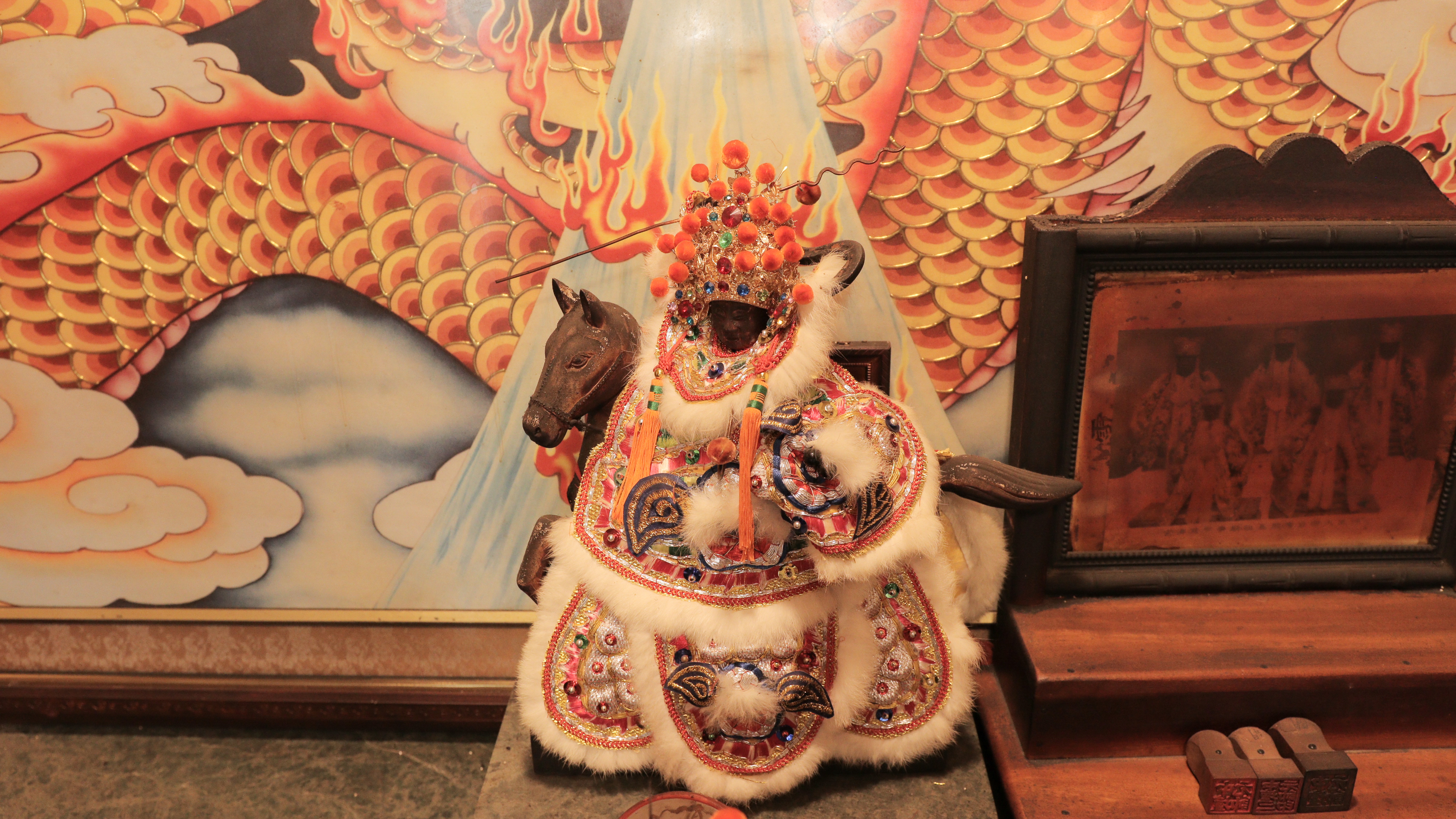
主祀太子爺
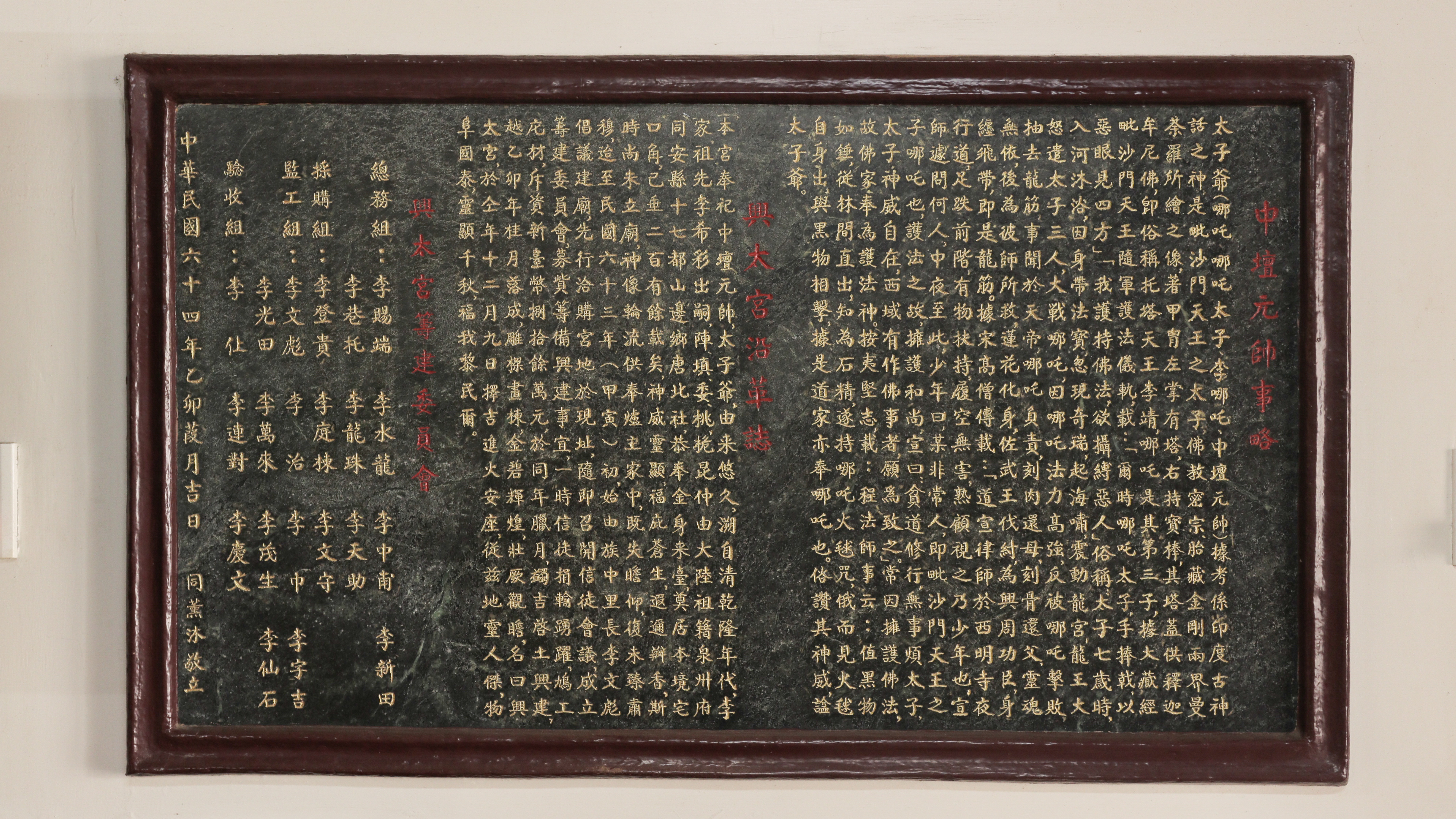
沿革碑